# Deriddera margarethae
Deriddera margarethae är en fjärilsart som beskrevs av Sergius G. Kiriakoff 1955. Deriddera margarethae ingår i släktet Deriddera och familjen tandspinnare. Inga underarter finns listade i Catalogue of Life.